# Coccoloba lehmannii
Coccoloba lehmannii är en slideväxtart som beskrevs av Gustav Lindau. Coccoloba lehmannii ingår i släktet Coccoloba och familjen slideväxter. Inga underarter finns listade i Catalogue of Life.